# Alexander Húščava
Alexander Húščava (4. ledna 1906 Lamač, dnes Bratislava – 9. srpna 1969 tamtéž) byl slovenský historik, průkopník pomocných věd historických a archivnictví na Slovensku, profesor Univerzity Komenského v Bratislavě.
V letech 1925–1929 studoval na bratislavské univerzitě filozofickou fakultu, poté mezi lety 1931–1933 studoval ve vatikánské archivní škole, kterou neukončil, v roce 1936 ukončil Státní archivní školu v Praze. Od roku 1933 do roku 1937 působil v bratislavském Krajinném archívu, poté se habilitoval na UK v Bratislavě, kde byl od roku 1940 řádným profesorem, v období 1948–1949 zde byl děkanem.

## Dílo
- Kolonizácia Liptova do konca XIV. storočia, 1930.
- Ján Literát a liptovské falzá, 1936.
- Archív zemianskeho rodu z Okoličného, 1943.
- Dejiny Lamača. Príspevok k dejinám veľkej Bratislavy, 1948, reed. 1998.
- Dejiny a vývoj nášho písma, 1951.
- Poľnohospodárske miery na Slovensku, 1972.